# Mini John Cooper Works WRC
El Mini John Cooper Works WRC es un vehículo de rally basado en el MINI con homologación World Rally Car. Fue construido por Prodrive para BMW para competir en el Campeonato Mundial de Rally dentro del equipo oficial: Mini WRC Team. En un principio se le llamó Mini Countryman WRC, pero antes de hacer su estreno en el WRC adaptó su nombre definitivo remarcando su relación con John Cooper Works. Se presentó en el Salón del Automóvil de París en 2011.
En el Campeonato del Mundo de Rally el coche logró tres podios: Alemania y Francia 2011 y Montecarlo 2012 con Dani Sordo como autor y también fue utilizado en competiciones nacionales, como en el Campeonato de España de Rally donde el piloto Luis Monzón sumó cinco victorias y se proclamó campeón en 2013.

## Trayectoria

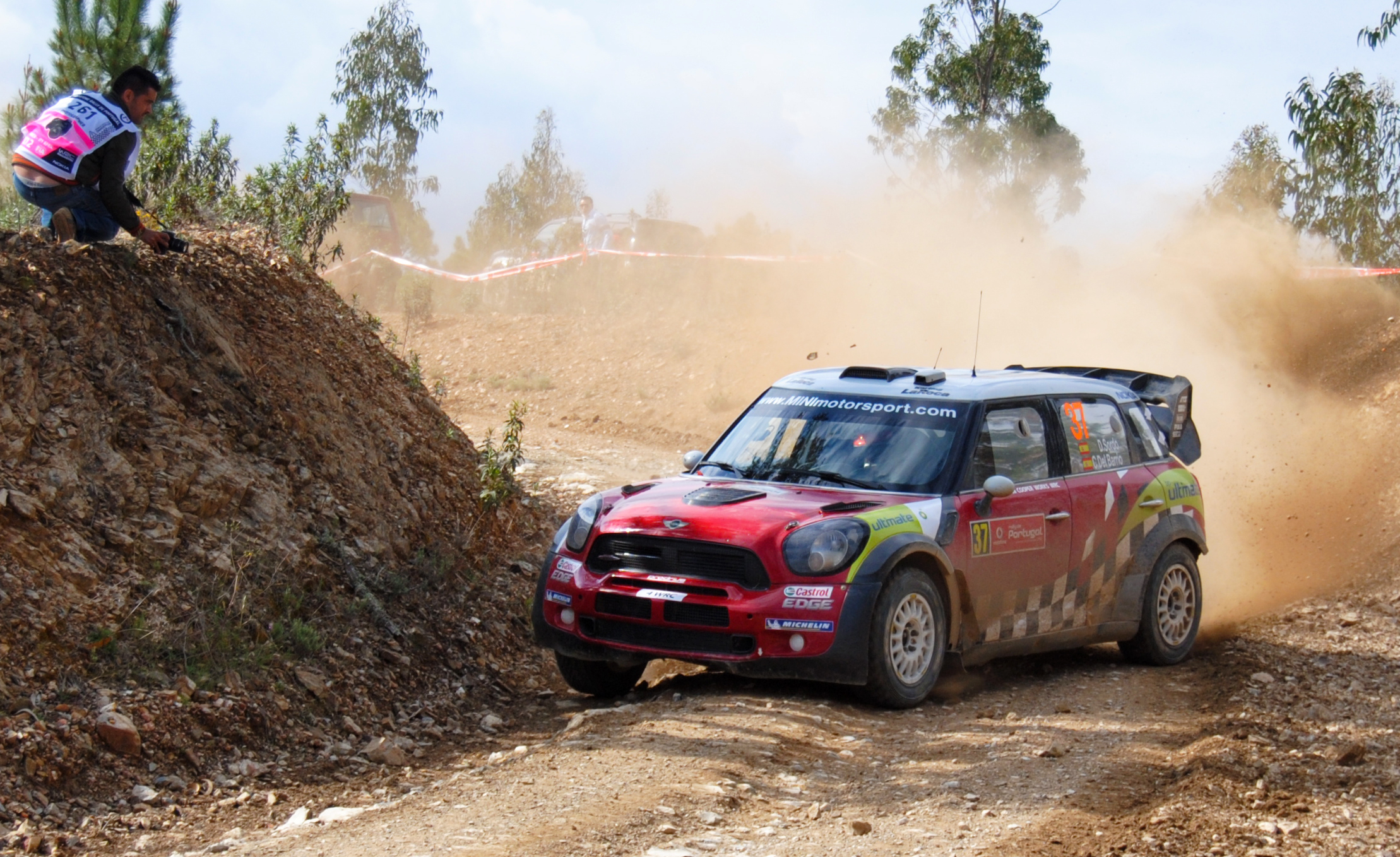
Dani Sordo en Portugal 2012

Se preveía que el Mini debutase a mediados de la temporada 2011 concretamente en el Rally de Cerdeña aunque finalmente hizo su estreno en el Rally de Portugal con una homologación S2000, de la mano de los pilotos Armindo Araujo y  Daniel Oliveira.
La primera victoria de Mini, en una versión S2000, se obtuvo en el Campeonato Italiano de Rallyes de Tierra, de la mano de Andrea Navarra, que apoyado por Prodrive se llevó la victoria cerca de la localidad de Ancona.
Además del equipo de MINI, durante la temporada 2011 varios equipos usaron una versión S2000 del MINI, como el equipo brasileño: Brazil World Rally Team y el Motorsport Italia de Armindo Araujo.
Tras el estreno del Mini JCW WRC en el Rally de Cerdeña, el equipo realizó varios test en Italia, para las pruebas de asfalto. En el Rally de Alemania de 2011 el Mini WRC obtuvo su primer podio gracias al piloto español Dani Sordo que logró un tercer puesto.

## Resultados

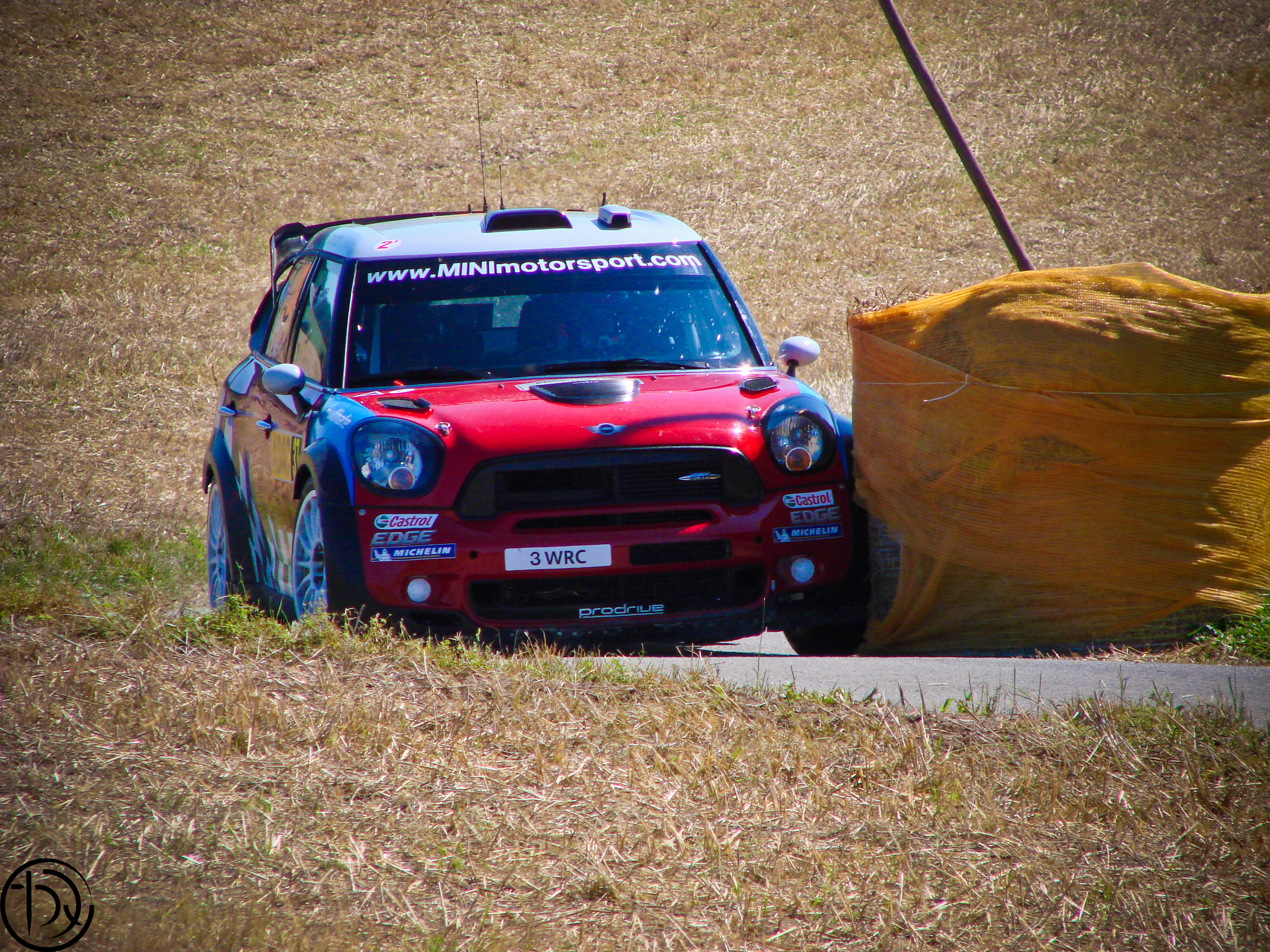
Sordo en Alemania en 2011, donde logró el primer podio para el Mini.

### Campeonato Mundial
| Año  | Equipo                 | Pilotos           | SWE | MEX | POR | JOR | ITA | ARG | GRE | FIN | DEU | AUS | FRA | ESP | GBR | Pos. | Puntos | Notas |
| 2011 | Mini WRC Team          | Dani Sordo        |     |     |     |     | 6   |     |     | Ret | 3   |     | 2   | 4   | 20  | -    | 0      |       |
| 2011 | Mini WRC Team          | Kris Meeke        |     |     |     |     |     |     |     | Ret | Ret | Ret | Ret | 5   | 4   | -    | 0      |       |
| 2011 | Equipe de France FFSA  | Pierre Campana    |     |     |     |     |     |     |     |     | 18  |     | 9   |     |     |      |        |       |
| 2011 | Motorsport Italia/BAMP | Armindo Araujo    |     |     |     |     |     |     | 12  | Ret | 20  | 8   | Ret | Ret | 10  |      |        |       |
| 2011 | Palmeirinha Rally      | Paulo Nobre       |     |     |     |     |     |     |     |     |     |     |     |     | 29  |      |        |       |
| Año  | Equipo                 | Pilotos           | MON | SWE | MEX | POR | ARG | GRE | NZL | FIN | DEU | GBR | FRA | ITA | ESP | Pos. | Puntos | Notas |
| 2012 | Mini WRC Team          | Dani Sordo        | 2   | Ret |     | 11  |     |     | 6   |     | 10  |     | Ret |     | 9   | 8º   | 26     |       |
| 2012 | Mini WRC Team          | Pierre Campana    | 7   |     |     |     |     |     |     |     |     |     |     |     |     | 8º   | 26     |       |
| 2012 | Mini WRC Team          | Patrick Sandell   |     | 8   |     | Ret |     |     |     |     |     |     |     |     |     | 8º   | 26     |       |
| 2012 | WRC Team Mini Portugal | Armindo Araujo    | 10  | 15  | 7   | 15  | Ret | 11  |     |     |     |     |     |     |     |      |        |       |
| 2012 | WRC Team Mini Portugal | Paulo Nobre       |     | Ret | Ret | DNS | Ret | 17  | 17  | 38  | Ret |     |     |     |     |      |        |       |
| Año  | Equipo                 | Pilotos           | MON | SWE | MEX | POR | ARG | GRE | ITA | FIN | DEU | NZL | FRA | ESP | GBR | Pos. | Puntos | Notas |
| 2013 | Lotos Team WRC         | Michał Kościuszko | 10  | 14  | Ret | Ret | Ret |     |     |     |     |     |     |     |     | 8º   | 20     |       |